# Ordway
Ordway è un centro abitato (town) degli Stati Uniti d'America, capoluogo di contea della Contea di Crowley dello Stato del Colorado. Nel censimento del 2000 la popolazione era di 1.248 abitanti.

## Geografia fisica
Secondo i rilevamenti dell'United States Census Bureau, Ordway si estende su una superficie di 2,0 km².